# Johann Edlinger
Johann Edlinger (* 24. August 1876 in Modsiedl; † 26. Dezember 1964) war ein österreichischer Politiker (CSP) und Wirtschaftsbesitzer. Edlinger war von 1927 bis 1932 Abgeordneter zum Landtag von Niederösterreich.
Edlinger besuchte die Volksschule in Raabs an der Thaya und übernahm 1903 die elterliche Wirtschaft. Zudem betätigte er sich als Gründer und Obmann der Spiritusbrennereigenossenschaft Raabs. Er war politisch als Gemeinderat tätig und vertrat die Christlichsoziale Partei in der II. Gesetzgebungsperiode zwischen dem 20. Mai 1927 und dem 21. Mai 1932 im Niederösterreichischen Landtag.